# Shin Megami Tensei: Devil Children Book of Light/Book of Dark
Shin Megami Tensei: Devil Children Book of Light/Book of Dark (真・女神転生 デビルチルドレン 光の書/闇の書) è un videogioco di ruolo pubblicato per Game Boy Advance nel 2002, parte della serie Megami Tensei. La versione americana del gioco è stata intitolata DemiKids: Light Version/Dark Version. Il videogioco è simile alla serie Devil Children: Red Book/Black Book pubblicata l'anno precedente, i due giochi differiscono fra loro per il personaggio principale: Jin in Book of Light ed Akira in Book of Dark. Entrambi i personaggi sono Devil Childre, metà umani e metà demoni.